# Corazones
Corazones é uma das praias da cidade de Arica, Chile.
Nesta praia se encontra vestígios da cultura Chinchorro.
É uma área montanhosa e local de migração de passáros ao longo de vários séculos, fazendo com que acumulasse uma grande quantidade de guano, onde até pouco tempo era extraido para uso comercial. Ponto turístico onde se observa uma grande área de montanha branca, como se fosse pintada ou coberta por neve. Além disso possuí varias cavernas nestas montanhas, que compõem o roteiro turístico da região.